# Parco Vittorio Formentano

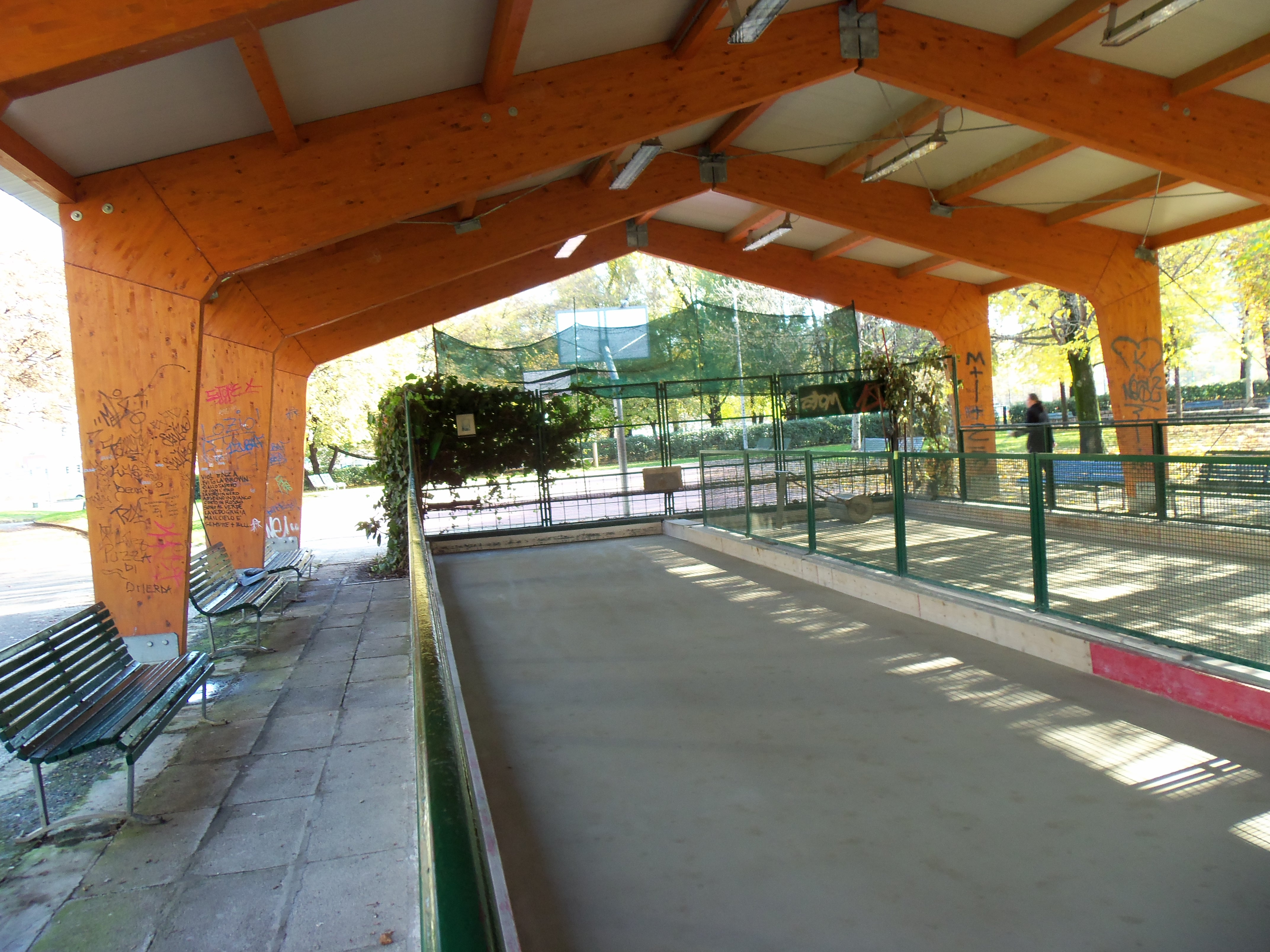
Campi di bocce all'interno del parco

Il parco Vittorio Formentano, noto anche come parco di Largo Marinai d'Italia, è un parco milanese di 72320 m², situato tra corso XXII Marzo e viale Umbria, senza recinzione e quindi sempre accessibile.
È dedicato alla memoria di Vittorio Formentano, fondatore nel 1927 dell'Associazione Volontari Italiani del Sangue.

## Storia
Fu costituito nel 1969 dove sorgeva dal 1911 il mercato ortofrutticolo, trasferitovi dal Verziere e poi spostato nell'attuale sede di via Lombroso. L'area era prima occupata da un fortino austriaco oggetto di scontri durante le Cinque Giornate.
L'ambizioso progetto iniziale dell'architetto Luigi Caccia Dominioni che prevedeva per il parco colline e fontane è stato fortemente ridimensionato in corso d'opera.
Nei giardini, quasi al vertice nordoccidentale, si trova la grande fontana con il monumento dello scultore Francesco Somaini dedicato ai marinai d'Italia caduti nella Seconda guerra mondiale che diede il primo nome al parco intitolato, nel 1987, al fondatore dell'AVIS, Vittorio Formentano, alla cui memoria è dedicata una scultura in bronzo della scultrice italo-ungherese Eva Olàh raffigurante due donatori di sangue.
Nel parco sorge la Palazzina Liberty, che ospitava il vecchio bar centrale del mercato. Questo edificio ha assunto un ruolo rilevante nella vita culturale della città e ospita, oltre una scuola musicale, concerti, mostre e convegni, dopo essere stata sede, dal 1974 al 1980, del Collettivo teatrale la Comune di Dario Fo e Franca Rame. Non fu, agli inizi, un semplice "inquilinato", ma un'occupazione cui il comune, retto da Aldo Aniasi, si oppose in ogni modo possibile.
Recentemente al suo interno ha preso forma il progetto Casa della poesia.

## Flora e attrezzature
Tra le principali specie arboree presenti, ricordiamo l'acero riccio, l'acero campestre, l'acero americano e l'acero di monte, la farnia, il ginko biloba, l'ippocastano, l'olmo, il pino nero, il platano, la sophora, il tiglio selvatico, il carpino bianco, l'ontano nero e quello napoletano, il liquidambar, il cedro dell'Atlante e il cedro del Libano, la magnolia, la paulonia, l'albero dei tulipani e il ciliegio da fiore. Tra le attrezzature: due aree apparecchiate per il gioco dei bambini, due campi coperti per il gioco delle bocce, un campo per pallavolo/basket, un tavolo da ping-pong e quattro spazi recintati per i cani per oltre quindicimila metri quadrati.